# Бехербах (Палатинат)
Бехербах (њем. Becherbach) општина је у њемачкој савезној држави Рајна-Палатинат. Једно је од 119 општинских средишта округа Бад Кројцнах. Према процјени из 2010. у општини је живјело 931 становника. Посједује регионалну шифру (AGS) 7133011.

## Географски и демографски подаци
Бехербах се налази у савезној држави Рајна-Палатинат у округу Бад Кројцнах. Општина се налази на надморској висини од 337 метара. Површина општине износи 10,8 km². У самом мјесту је, према процјени из 2010. године, живјело 931 становника. Просјечна густина становништва износи 86 становника/km².